# Disney Springs Marketplace
Marketplace est l'un des secteurs de Disney Springs en Floride. C'est le plus ancien des trois secteurs, construit en 1976 nommé Lake Buena Vista Village et rebaptisé Walt Disney World Village en 1985 puis Disney Village Marketplace en 1989.

## Historique
La raison de la création de cette zone était d'empêcher les visiteurs de Walt Disney World Resort de sortir du domaine pour faire des courses ou d'aller à l'extérieur pour acheter des souvenirs qu'ils auraient oublié d'acheter dans les parcs. Ouvert en 1976 sous le nom de Lake Buena Vista Village, il est rapidement renommé Walt Disney World Shopping. En janvier 1980, dans une rétrospective des centres commerciaux ouverts durant la décennie précédente, le complexe est présenté comme un groupe de boutiques de haute qualité et d'artisanat avec des restaurants le long d'une marina le tout dans une architecture européenne.
Le secteur s'organise le long de la rive sud du Buena Vista Lake dans une anse et autour d'une place avec un carrousel située à l'est de l'anse, avec un fronton. Dans le creux de l'anse sur les berges, une place en pente sert de lieu de détente et de point central à ce village. L'architecture est sensiblement identique pour toute la zone. Des toits en pente marron abritent des bâtiments plus ou moins grands.
En 1977 un bateau à aubes fut "amarré" de l'autre côté de l'anse dans le prolongement de la berge. L'Empress Lilly est un bateau qui contenait trois restaurant. En 1989, il devint une partie de Pleasure IslandPleasure Island et fut rénové de 1995 à mars 1996 pour ne devenir qu'un seul restaurant le Fulton's Crab House.
À partir de 1996, cette section de Downtown Disney fut massivement rénové. Des plates bandes furent engazonnées ou fleuries, des bancs et des jardins furent ajoutés et des fontaines conçues par WET Design et sculptures topiaires agrémentent les places. En 1997, la zone accueille les deux énormes boutiques Team Mickey Superstore et World of Disney.

## La place du carrousel
Ce terme n'est pas celui utilisé par Disney, la zone s'organise autour de trois places, la centrale étant ornée d'un carrousel. Les deux autres avec des fontaines sont placées en bordure de la zone et servent d'entrée depuis le parking et la gare de bus située à l'ouest.
- Devant le bâtiment le plus au nord de la zone, un volcan marque l'entrée du Rainforest Cafe. C'est un restaurant et une boutique sur le thème de la forêt tropicale ouvert le 6 août 1996, sur 2 900 m2 et avec 450 places. (Floride)[3]. Un énorme champignon complète la décoration extérieure. L'intérieur recréé l'atmosphère de la forêt vierge. Depuis le restaurant, la vue sur le lac est imprenable.

A Walt Disney World Resort, un autre Rainforest Cafe se trouve à l'entrée de Disney's Animal Kingdom
Derrière un bâtiment rejoint la plus petite des places avec une fontaine, au nord de la gare de bus. Deux boutiques prennent place dans ce bâtiment:
- The Art of Disney est une boutique de produits d'art sur l'animation Disney.
- Disney's Wornderful World of Memories est une boutique de photos et accessoires pour albums photos.

En face un bâtiment, le long de la gare de bus accueille
- Wolfgang's Puck Express un petit restaurant de cuisine californienne, (un autre plus grand existe dans West Side)
- Disney's Day of Christmas une boutique sur noël ouverte 365 jours par an.

Dans le prolongement le long de la gare de bus, un autre restaurant occupe un grand bâtiment, de l'autre côté on trouve la place avec le carrousel.
- Earl of Sandwich propose des sandwichs, des salades, des desserts et des boissons pour tous les repas.

Ensuite on se trouve sur la grande place avec une fontaine. Elle sert d'entrée principale pour la Marketplace et donne sur le boulevard des hôtels partenaires. La majeure partie de la place est entourée par un ensemble de bâtiments reliés les uns aux autres accueillant une grande boutique.
- Once Upon a Toy est une boutique très innovante sur les jouets, les enfants peuvent même jouer avant d'acheter. Le Génie d'Aladdin sort d'une des cheminées du bâtiment. Elle ouvrit en 2001 lors de la cérémonie 100 ans de magie. En juillet 2016, la Bibbidi Bobbidi Boutique déménage de la World of Disney pour un espace plus grand à côté de la boutique Once Upon a Toy[4].
- Disney's Pin Traders est une boutique sur les pins et magnets Disney. On peut même les créer. Elle occupe un bâtiment octogonal donnant sur la place du carrousel, celle avec la grande fontaine et la marina

Entre le volcan du Rainforest Cafe et le bâtiment octogonal de Disney's Pin Traders un bâtiment s'étend le long du fronton, il contient deux boutiques.
- Goofy's Candy Co est une boutique de bonbons et de chocolats.
- Pooh Corner est "la" boutique de Winnie l'ourson et de ses amis.

Au pied du volcan du Rainforest Cafe commence le fronton, une marina propose de louer des bateaux.
- Un ponton accueille le restaurant de grande cuisine Cap'n Jack's Restaurant.

Un ponton juste à côté permet de prendre un ferry pour les endroits accessibles en bateaux de Lake Buena Vista, principalement celui de West Side ou les hôtels Disney's Port Orleans Resort grâce à la Sassagoula River.

## Les berges
Cette partie est constituée de trois bâtiments dont deux sont très imposants. Devant, une place en pente sert parfois d'amphithéâtre, sous le nom de The Dock Stage.
- Celui le plus à l'est regroupe plusieurs boutiques
  - Summer Sands est une boutique d'articles de sport et principalement le surf.
  - Team Mickey Athletic Club est une immense boutique Disney sur le sport en général. (anciennement Team Mickey Superstore).
  - Basin est une boutique sur les produits naturels pour le corps et la relaxation.
  - Arribas Brothers est une boutique de d'objets en verre de très grande qualité.
  - Ghirardelli Soda Fountain & Chocolate Shop est, comme son nom l'indique, un café pour des boissons froides et chaudes ainsi que des desserts glacés, de la chaîne de San Francisco. C'est un pavillon placé en avant du bâtiment.
- Celui au centre, de couleur jaune foncé, est la plus grande boutique Disney du monde, c'est la plus grande et la première World of Disney. Comme en Californie, des mobiles décorent chaque porte. La boutique fait plus de 5 000 m2. En avril 2006, une boutique nommée Bibbidi Bobbidi Boutiques a ouvert au sein de ce supermarché Disney[5],[6]. En 2015, la boutique est agrandie de 560 m2 tandis qu'en juillet 2016, la Bibbidi Bobbidi Boutique déménage pour un espace plus grand à côté de la boutique Once Upon a Toy[4]. Le 8 janvier 2018, Disney World annonce la rénovation de la World of Disney par section jusqu'à fin 2018 avec la suppression d'une grande partie de la thématisation tandis qu'une boutique éphémère ouvre dans un espace inoccupé du Town Center[7].
- Celui de droite est constitué de deux parties dos à dos.
  - Devant, un Lego Imagination Center de couleur jaune clair propose des objets Lego et une salle de jeux pour les plus jeunes. D'énormes sculptures en Lego ornent la façade, la berge et le lac devant la boutique par exemple, un dragon et une soucoupe volante. La boutique a ouvert en 1997, c'est la seconde aux États-Unis après celle du Mall of America ouverte en 1992[8]. La boutique a été rénovée et agrandie en 2011 pour atteindre 410 m2[8].
  - Derrière, un restaurant Pollo Campero remplace un ancien McDonald's depuis le 13 novembre 2010[9],[10]. 
    - C'était l'un des deux McDonald's du complexe avec celui près des Disney's All-Star Resort. C'était le premier McDonald's ouvert dans un complexe Disney, inauguré le 8 janvier 1998[11].
- Le 14 octobre 2008, Landry's Restaurant Inc ouvre un T-Rex Cafe à Downtown Disney Floride[12]. Dans le même bâtiment, il existe une variante sur les dinosaures de Build-A-Bear Workshop.

Un pont amène ensuite à Pleasure Island et plus loin à West Side.